# اورافتر های
اورافتر های یا دبیرستان جاودانه‌ها (به انگلیسی: Ever After High) نام فرنچایز عروسک مد می‌باشد که در ژوئیهٔ سال ۲۰۱۳ توسط متل منتشر شد. این مجموعه به عنوان خط تولیدی مکمل عروسک‌های مانستر های معرفی شده است؛ با این تفاوت که شخصیت‌های آن برگرفته از قصهٔ پریان و داستان‌های فانتزی مشهور هستند، نه هیولاها و موجودات اسطوره‌ای. این مجموعه نیز همانند مانستر های و باربی: زندگی در خانهٔ رؤیایی در کشورهای مختلف و زبان‌های گوناگون دارای تفاوت‌هایی است. همچنین این برند دارای یک سریال اینترنتی، یک فیلم و پنج مجموعهٔ کتاب می‌باشد.

## طرح کلی
اورافتر های یک مدرسه شبانه‌روزی در دنیای افسانه‌ها است که فرزندان نوجوان شخصیت‌های داستان‌های افسانه‌ای در آن به تحصیل می‌پردازند. شخصیت‌های اصلی داستان ریون کویین، که نمی‌خواهد مانند مادرش، ملکهٔ بدجنس، شخصیتی شرور باشد، و اپل وایت، دختر سفید برفی، که آرزو دارد «تا ابد خوش و خرم زندگی کند» هستند. ریون ترجیح می‌دهد که سرنوشتش را خودش انتخاب کند، در حالی که اپل برای حفظ سرنوشت خود و دیگران، معتقد است که ریون باید نقش ملکهٔ بدجنس آینده را بپذیرد. دانش‌آموزان مدرسه معمولاً به دو گروه تقسیم می‌شوند. «رویال‌ها» دانش‌آموزانی هستند که با اپل هم‌نظرند و خواهان پیروی از سرنوشت از پیش تعیین‌شدهٔ خود هستند. «ربل‌ها» نیز دانش‌آموزانی را شامل می‌شوند که از ریون حمایت می‌کنند و خواهان ساختن سرنوشت دلخواهٔ خود هستند. بخش زیادی از داستان‌ها به تعاملات روزمره‌ی نوجوانان در این مدرسه می‌پردازد، اما یک خط داستانی اصلی در پس‌زمینه وجود دارد: به گفته‌ی مدیر مدرسه، اگر دانش‌آموزان از سرنوشت مختص به خودشان پیروی نکنند، داستان آن‌ها از بین خواهد رفت و برای همیشه ناپدید خواهند شد.

## توسعه و انتشار
متل با تکیه بر موفقیت مجموعهٔ مانستر های در ژوئیهٔ سال ۲۰۱۳ اعلام کرد که قصد دارد یک خط تولید فرعی عروسک راه‌اندازی کند. این شرکت برآورد کرده بود که تنها حدود ۱۰ تا ۲۰ میلیون دلار برای توسعه‌ی این مجموعه در نظر گرفته شده است. در گزارش سالانهٔ متل در سال ۲۰۱۳ ذکر شده است که بازدیدکنندگان وب‌سایت به‌طور متوسط ۲۰ دقیقه صرف مشاهدهٔ محتوا کرده‌اند، و این موضوع در افزایش فروش ناخالص شرکت مؤثر بوده است.
در اکتبر سال ۲۰۱۳، متل مجموعهٔ اورافتر های را به‌صورت جهانی عرضه کرد و به بازار ۱۴ کشور دست یافت؛ همچنین برنامه‌ریزی شده بود که این رقم در سال ۲۰۱۴ به ۳۰ منطقه افزایش یابد. در ابتدا، شش عروسک مد عرضه شد و به‌همراهٔ آن رسانه‌های اجتماعی مرتبط نیز راه‌اندازی گردید؛ از جمله یک وب‌سایت، کانال یوتیوب، صفحهٔ جهانی فیسبوک، و یک موزیک‌ویدیوی تعاملی به کارگردانی وین ایشام.